# Joe Slovo

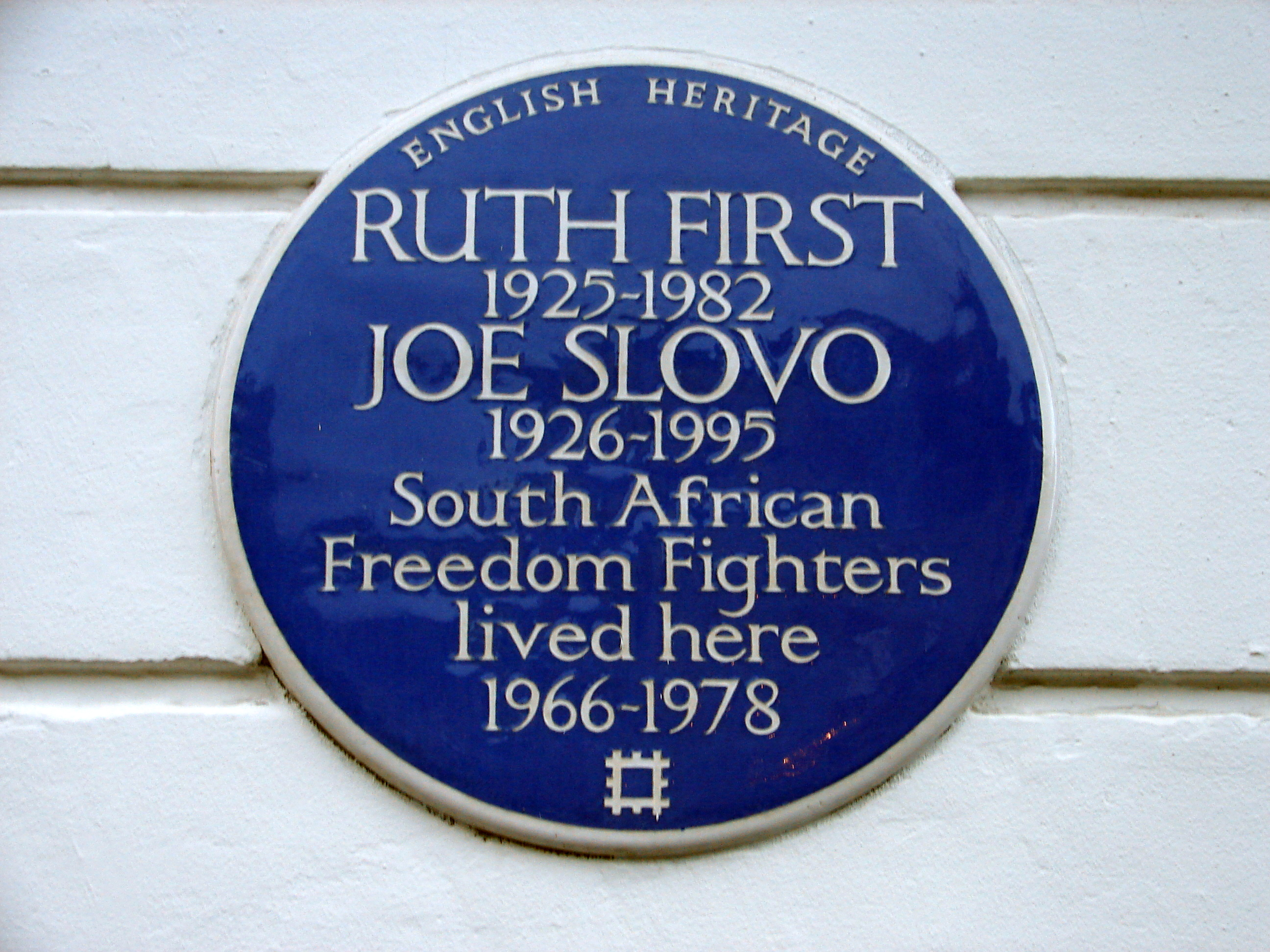
Plaquette in Camden Town, waar Slovo in de jaren 60 en 70 woonde

Yossel Mashel (Joe) Slovo (Obeliai in Litouwen, 23 mei 1926 – Johannesburg, 6 januari 1995) was een Zuid-Afrikaanse anti-apartheidsactivist en politicus. Hij was leider van de Zuid-Afrikaanse Communistische Partij (SACP) en een vooraanstaand lid van het Afrikaans Nationaal Congres (ANC).

## Biografie
Joe Slovo werd geboren in Obeliai, Litouwen, als lid van een joodse familie. Ze emigreerden in 1933 naar Johannesburg in Zuid-Afrika, waar Slovo al op jonge leeftijd, in 1941, lid werd van een landelijke vakbond. In 1942 sloot hij zich aan bij de Zuid-Afrikaanse Communistische Partij (SACP), waarna hij tijdens de oorlogsjaren 1942-1945 actief was als militair vrijwilliger in Noord-Afrika en Italië.
Terug in Zuid-Afrika studeerde Slovo rechten aan de Universiteit van Witwatersrand, waar hij bevriend raakte met onder anderen Nelson Mandela en Harry Schwarz. In 1949 trouwde hij met Ruth First, een joodse anti-apartheidsactiviste met wie hij drie dochters kreeg, onder wie Gillian Slovo.
De SACP werd in 1950 verboden, maar Slovo bleef actief strijden in de anti-apartheidsbeweging. In 1961 was hij een van de oprichters van Umkhonto we Sizwe (MK), de bewapende militaire vleugel van het Afrikaans Nationaal Congres (ANC) en de SACP. De MK vocht met aanslagen en geweld tegen het apartheidsregime en werd daarop door de Zuid-Afrikaanse regering verboden. Slovo verbleef vanaf 1963 in ballingschap in het Verenigd Koninkrijk, Angola, Mozambique en Zambia. In 1982 werd zijn vrouw Ruth First in de Mozambikaanse hoofdstad Maputo vermoord door een bombrief, verstuurd door de Zuid-Afrikaanse geheime dienst. Mede als reactie op deze moord pleegde de MK in mei 1983 de Kerkstraatbomaanslag in Pretoria.
In 1984 werd Slovo benoemd tot secretaris-generaal van de SACP. In 1990 keerde hij naar Zuid-Afrika terug om deel te nemen aan de gesprekken met de regering van staatspresident Frederik Willem de Klerk over de beëindiging van de apartheid. De Zuid-Afrikaanse regering was tot het inzicht gekomen dat het apartheidsbewind niet meer houdbaar was en verboden partijen en organisaties als de SACP, het ANC en het PAC werden gelegaliseerd. In 1994 volgden de eerste multiraciale verkiezingen, waarna het ANC, de Nasionale Party (NP) en de Inkatha Vrijheidspartij (IFP) een regering van nationale eenheid vormden onder het presidentschap van Nelson Mandela. Slovo werd in dit kabinet-Mandela benoemd tot minister van Volkshuisvesting.
Op 6 januari 1995 overleed Joe Slovo aan kanker. In 2004 werd hij in de top 100 van Great South Africans geplaatst.

## Verfilmingen
- In 1988 verscheen de film A World Apart, gebaseerd op het leven van Joe Slovo en Ruth First. Het personage dat gebaseerd werd op Slovo wordt gespeeld door Jeroen Krabbé.
- In de film Catch a Fire uit 2006 wordt Slovo gespeeld door Malcolm Purkey.

- Bibliothèque nationale de France: cb14523568q (data)
- Gemeinsame Normdatei: 120390841
- International Standard Name Identifier: 0000 0000 8374 5331
- Library of Congress Control Number: n90624176
- Nationale Bibliotheek van Israël: 987007280368605171
- Nederlandse Thesaurus van Auteursnamen: 071995064
- LIBRIS: 308484
- SNAC: w6bd929b
- Système universitaire de documentation: 123273323
- Virtual International Authority File: 39612084
- WorldCat: E39PBJcBVXBH7fg64YHDh6xCcP